# Galaktophagen
Die Galaktophagen (altgriechisch Γαλακτοφάγοι Galaktophágoi, deutsch ‚Milchesser‘) waren ein legendäres antikes Volk.
In der Ilias werden sie neben den Abioi und Hippemolgen als die gerechtesten Menschen dargestellt. Homer erwähnt Nomaden des südlichen Russland und charakterisiert ihre Lebensweise mit kurzen Worten, ohne einen bestimmten Volksnamen zu nennen. Die Charakterisierung als „Milchesser“ rief daher, als die alexandrinischen Geographen die Erdkunde Homers untersuchten, unnötige (Max Kiessling) Diskussionen hervor. Eratosthenes und Apollodor erklärten sie zu reinen Gebilden dichterischer Fantasie, die Stoiker sahen einen Hinweis auf real existierende Nomaden.
Es könnte sich nach Strabon entweder um ein am Rand der bewohnten Erde angesiedeltes Fabelvolk handeln oder um ein skythisches Nomadenvolk. Die dritte Auffassung besagt, dass die Galaktophagen ein realer Skythenstamm sind (Ptolemaios).
Strabon berichtet davon, dass die Galaktophagen von Pferdekäse, Milch und Quark gelebt hätten.